# Santa Maria d'Eroles
Santa Maria d'Eroles és l'església parroquial romànica del poble d'Eroles, de l'antic terme municipal Fígols de Tremp, integrat actualment en el de Tremp, de la comarca del Pallars Jussà.
Es tracta d'una església del segle xi d'una sola nau, coberta amb volta de canó, capçada a llevant per un absis semicircular. Modernament, es capgirà el sentit de la nau, i l'absis, que originalment contenia el presbiteri, com era habitual en el romànic, es convertí en l'entrada al temple, obrint-se la porta al bell mig de l'absis.

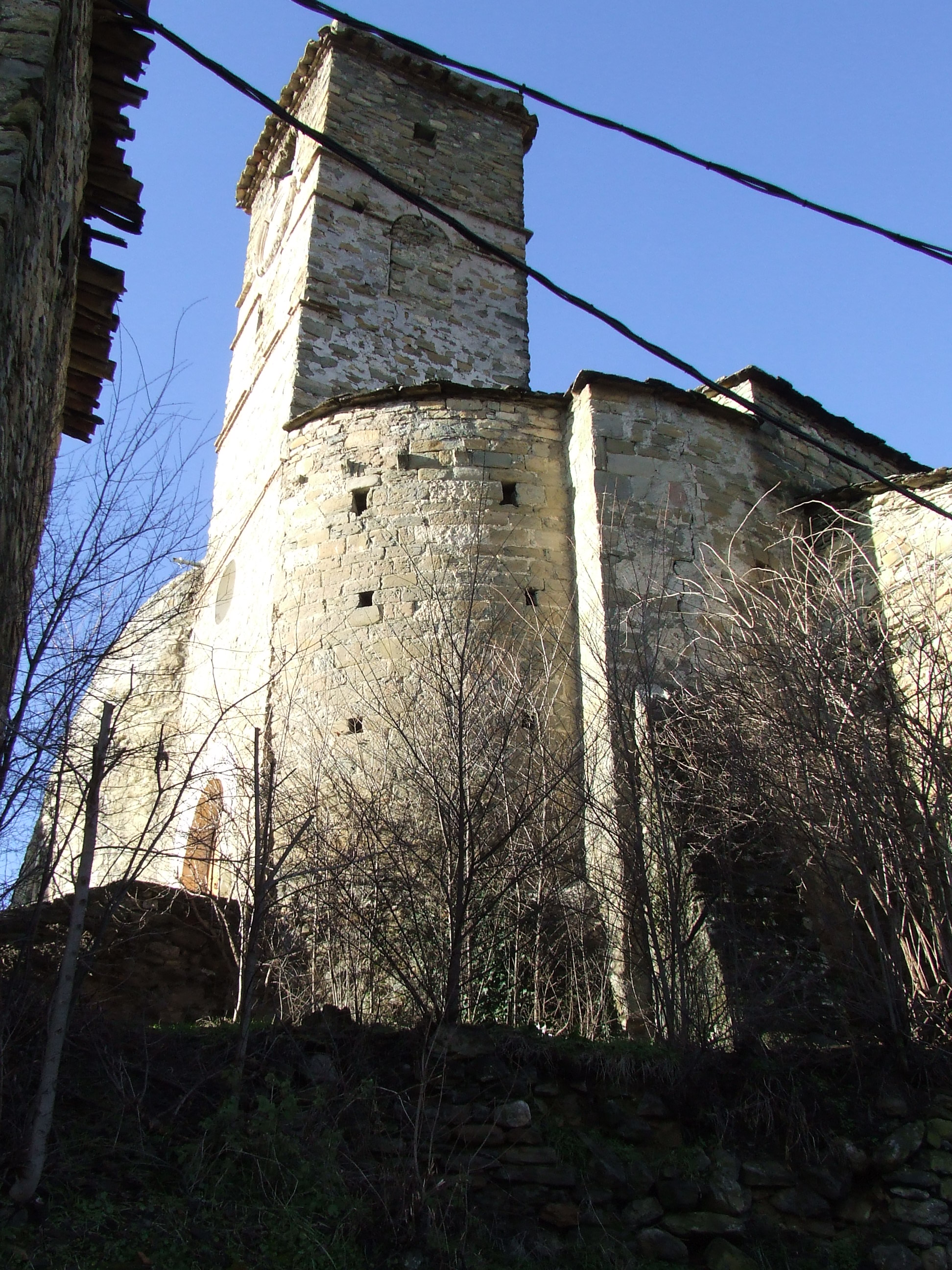
L'absis romànic
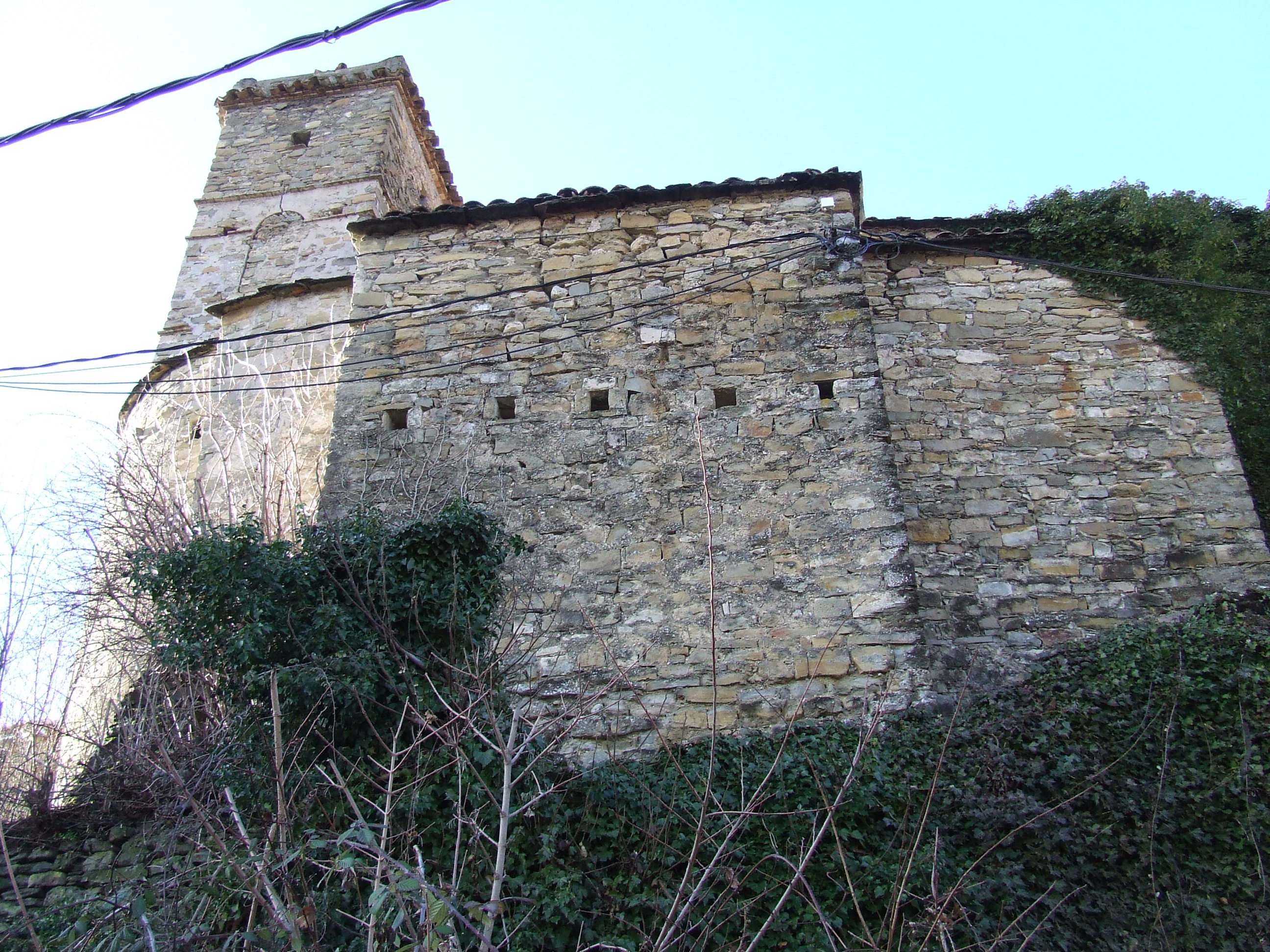
Costat septentrional